# Melanie Safka
Melanie Anne Safka-Schekeryk, nota anche con lo pseudonimo di Melanie o Melanie Safka (New York, 3 febbraio 1947 – Nashville, 23 gennaio 2024), è stata una cantautrice statunitense, esibitasi nel 1969 al Festival di Woodstock.

## Biografia
Nata nel Queens (New York), con il nome Melanie divenne tra le protagoniste dei grandi raduni musicali degli anni '70. Figlia di un ucraino e di una cantante jazz di origini italiane, iniziò a suonare il pianoforte da piccola, intraprendendo un percorso fatto di esibizioni live, radiofoniche e teatrali nel suo quartiere.
Per l'avvio della sua carriera nel mondo musicale fu comunque decisivo l'incontro con Peter Schekeryk, che divenne suo manager e produttore, nonché compagno di vita e marito. Partecipò al Festival di Woodstock, invitata fin dall'inizio nel novero degli artisti ospiti, conoscendo gli organizzatori. Negli anni successivi si diffuse una leggenda, non rispondente a verità, per la quale durante l'esibizione di Joan Baez, ella si stesse esibendo tra la folla e che fosse stata spinta sul palco dal pubblico in delirio. Si presentò invece con la madre fino all'elicottero con cui giungere a Bethel, ma la madre non fu fatta salire sul mezzo. Già intimorita e non abituata ad una simile folla, in alcune interviste rilasciate negli anni successivi, dichiarò di essersi sentita spaventata dalla confusione di quella scena e, inquietata dalla presenza di alcol e droghe, affermò di aver sperato che il temporale nel frattempo scatenatosi avrebbe bloccato la manifestazione evitandole di doversi esibire. Tuttavia, l’incontro con Joan Baez avvenuto nelle tende allestite dietro le quinte, le permise di rilassarsi ed eseguire la sua esibizione. Con le candele distribuite al pubblico da Wavy Gravy, la scena si illuminò, diventando il contrassegno costante dei suoi concerti durante le interpretazioni di "Lay Down (Candles in the Rain)". In seguito, fu invitata a numerosi raduni musicali centrando una serie di successi (memorabile, tra l'altro, anche la sua partecipazione al Festival dell'Isola di Wight).
Proprio Lay Down (Candles in the Rain), divenne un successo internazionale (Europa, Australia, Canada, Stati Uniti). Tra gli altri brani da lei eseguiti nel biennio 1969-1970 vi furono Peace Will Come (According to Plan) e una cover di Ruby Tuesday dei Rolling Stones.
Un altro suo brano dal titolo Brand New Key raggiunse il 25 dicembre 1971 il primo posto della classifica Billboard Hot 100 per tre settimane, in Canada ed Australia e l'ottavo in Olanda.
Nel 1972 divenne ambasciatrice Unicef decidendo di rinunciare al suo tour mondiale per dedicarsi alla raccolti fondi in favore dell'organizzazione. Non comparve nel documentario Woodstock - Tre giorni di pace, amore e musica ma il filmato completo della sua esibizione, pur non essendo stato incluso nel documentario, fu caricato su YouTube.
Nel 1973 produsse una hit leggermente lontana dai temi hippy: Bitter Bad, seguita da Together Alone e da una cover di Will You Love Me Tomorrow. In seguito si ritirò gradualmente dalle scene per dedicarsi alla famiglia e ai figli.
Nel 1976 incise un album molto apprezzato dalla critica ma abbastanza ignorato dal pubblico dal titolo Photograph (Atlantic Records).
Nel 1989 vinse un Premio Emmy per il testo della canzone The First Time I Loved Forever, inserita nella serie TV La bella e la bestia.
Rimase vedova il 26 ottobre 2010. Anche i suoi tre figli Leilah, Jeordie e Beau-Jarred intrapresero la carriera musicale.

## Omaggi
Il suo brano Stop, I don't wanna hear it anymore fu tradotto in italiano e interpretato da Bruno Lauzi e Mia Martini con il titolo Prigioniero (album Oltre la collina di Mia Martini, 1971).
Tra le artiste che cantarono Brand New Key vi furono Deana Carter, Olivia Newton-John, Jessica Frech, Macy Gray e Jaymay. Tale brano nel 2010 fu inserito nella colonna sonora Jackass 3D: Music from the Motion Picture
Lay Down (Candles in the Rain) fu inserita nel disco Deconstruction di Meredith Brooks (1999).
What Have They Done to My Song Ma fu interpretata da Nina Simone, [[Billie Jo Spears], [Miley Cyrus]] e con successo in Germania da Daliah Lavi.
L'islandese Emilíana Torrini incise una cover di I Really Loved Harold per il suo disco Merman (1996).
Il gruppo The New Seekers reinterpretò più volte i brani di Melanie, mentre Will Oldham e Tortoise rifecero (Some Say) I Got Devil nel 2006.

## Discografia parziale
Album
- Born to Be (aka My First Album), 1968
- Affectionately Melanie (aka Melanie), 1969
- Candles in the Rain con Edwin Hawkins, 1970
- Leftover Wine, 1970
- The Good Book, 1971
- Gather Me, 1971
- Garden in the City, 1972
- Stoneground Words, 1972
- Melanie at Carnegie Hall, 1973
- Madrugada, 1974
- As I See It Now, 1975
- Sunset and Other Beginnings, 1975
- Photograph, 1976
- Phonogenic - Not Just Another Pretty Face, 1978
- Ballroom Streets, 1979
- Arabesque, 1982
- Seventh Wave, 1983
- Am I Real or What, 1985
- Cowabonga - Never Turn Your Back on a Wave, 1988
- Precious Cargo, 1991
- Silence Is King, 1993
- Freedom Knows My Name, 1993
- Old Bitch Warrior, 1996
- Recorded Live @ Borders, 1999
- These Nights, 2001
- Victim of the Moon 2002
- Crazy Love, 2002
- Moments from My Life, 2003
- Paled By Dimmer Light, 2004
- Ever Since You Never Heard of Me, 2010